# Ален Берг
Ален Бернард Берг (роден на 1 август 1961 във Ванкувър, Британска Колумбия, Канада) е канадски пилот от Форума 1, който се състезава за отбора на Осела. Записва само 9 състезания в един сезон.
Той започва да се състезава в картинг през 1978 и се присъединява в болидите в сериите Формула Атлантик. През 1982 печели Тасманските серии на Формула Пасифик в Австралия и Нова Зеландия и през следващата година се състезава в британската Формула 3. Той обаче не е на нивото, на което са пилотите Айртон Сена и Мартин Брандъл. Същата година завършва осми в крайното класиране при пилотите. През 1985 се завръща в Канада, където иска лиценз за Формула 1. Това става не в родната Гран при, а в Детройт, седмица след канадската Гран при. Състезава се за Осела в края на сезона, но не записва точки. Има възможност да се състезава във Формула 1 и през 1987, но след изключването на Голямата награда на Канада той завинаги напуска кралските гонки. След това се състезава дори в ДТМ през 1991 година.